# 1281
1281 (MCCLXXXI) fue un año común comenzado en miércoles del calendario juliano.

## Acontecimientos
- 25 de febrero - Alfonso X el Sabio publica las primeras Ordenanzas Marítimas de Castilla.
- 16 de diciembre - Alfonso X el Sabio otorga la Carta Puebla de su fundación a la Muy Noble y Muy Leal Ciudad y Gran Puerto de Santa María.
- Martín IV sucede a Nicolás III como papa.

## Asia
- 12 de agosto- La flota mongola para la conquista definitiva de Japón, es arrasada por un tifón (Kamikaze).
- Segunda invasión Mongol a Japón.

## Fallecimientos
- Alfonso Fernández el Niño, hijo ilegítimo de Alfonso X de Castilla.